# محكمة اقتصادية (مصر)
المحكمة الاقتصادية المصرية هي المحاكم المنشأة طبقا لنص المادة 1 من قانون رقم 120 لسنة 2008 وتختص الدوائر الابتدائية بنظر قضايا الجنح المنصوص عليها في نص القانون وهي الدعاوى الجنائية الناشئة عن :
- جرائم التفالس المنصوص عليها في قانون العقوبات
- الجرائم المنصوص عليها في قانون الإشراف والرقابة على التأمين
- الجرائم المنصوص عليها في قانون شركات المساهمة وشركات التوصية بالأسهم والشركات ذات المسئولية المحدودة
- الجرائم المنصوص عليها في قانون سوق رأس المال
- الجرائم المنصوص عليها في قانون ضمانات وحوافز الإستثمار
- الجرائم المنصوص عليها في قانون التأجير التمويلي
- الجرائم المنصوص عليها في قانون الإيداع والقيد المركزي للأوراق المالية
- الجرائم المنصوص عليها في قانون التمويل العقاري
- الجرائم المنصوص عليها في قانون حماية حقوق الملكية الفكرية
- الجرائم المنصوص عليها في قانون البنك المركزي والجهاز المصرفي والنقد
- الجرائم المنصوص عليها في قانون الشركات العاملة في مجال تلقى الأموال لإستثمارها
- الجرائم المنصوص عليها في قانون التجارة في شأن جرائم الصلح الواقي من الإفلاس
- الجرائم المنصوص عليها في قانون حماية الاقتصاد القومي من الآثار الناجمة عن الممارسات الضارة في التجارة الدولية
- الجرائم المنصوص عليها في قانون حماية المنافسة ومنع الممارسات الاحتكارية
- الجرائم المنصوص عليها في قانون حماية المستهلك
- الجرائم المنصوص عليها في قانون تنظيم الاتصالات
- الجرائم المنصوص عليها في قانون تنظيم التوقيع الإلكتروني وإنشاء هيئة تنمية صناعة تكنولوجيا المعلومات

## الدوائر الإستئنافية
تشكل كل دائرة من الدوائر الإستئنافية من ثلاثة من قضاة محاكم الإستئناف يكون أحدهم على الأقل بدرجة رئيس بمحكمة الإستئناف وذلك طبقا لنص المادة 2 من قانون المحاكم الإقتصادية وتختص الدوائر الإستئنافية طبقا لنص المادة 4 بنظر الإستئنافات في جنح الدعاوى الجنائية الناشئة عن الجرائم التي تدخل في اختصاص المحاكم الابتدائية.
كما تختص الدوائر الاستئنافية بالمحاكم الاقتصادية بالنظر ابتداءً في قضايا الجنايات المنصوص عليها في القوانين المشار إليها وذلك طبقا لنص القانون.